# 오니시 유스케
오니시 유스케(일본어: 大西 悠介, 2001년 5월 20일~)는 일본의 축구 선수이다.

## 구단 경력
그는 2024년 J2리그의 이와키 FC에 입단했다.